# Her Husband's Friend
Her Husband's Friend er en amerikansk stumfilm fra 1920 af Fred Niblo.

## Medvirkende
- Enid Bennett som Judith Westover
- Rowland V. Lee som Billy Westover
- Tom Chatterton som Princeton Hadley
- Mae Busch som Clarice
- Aileen Manning som Dr. Henrietta Carter
- George C. Pearce som Dr. Ogilvy
- Robert Dunbar som John Morton